# Флеш Валонь 2015
79-й выпуск  Флеш Валонь — шоссейной однодневной велогонки по дорогам Бельгии. Гонка стала 12-й в Мировом Туре UCI 2015 года, прошла 22 апреля 2015. Валлонская стрела является второй из трёх Арденнских классик; она проходила через три дня после Амстел Голд Рейс (в этом году её выиграл Михал Квятковский) и за четыре дня до Льеж — Бастонь — Льеж. Прошлогодний победитель Алехандро Вальверде из команды Movistar Team принял участие в гонке, а также смог финишировать первым и тем самым защитить свой титул, став четырёхкратным победителем Флеш Валонь.

## Участники
На старт вышли все 17 команд обладающих лицензией ProTour, а также 7 других команд. В итоге на старт встали 25 команд (198 человек)    
| UCI WorldTeams (17)- AG2R La Mondiale - Astana - BMC Racing Team - Cannondale-Garmin - Etixx-Quick Step - FDJ - Giant-Alpecin - IAM Cycling - Katusha - Lampre-Merida - Lotto NL-Jumbo - Lotto-Soudal - Movistar Team - Orica-GreenEDGE - Sky - Tinkoff-Saxo - Trek Factory Racing UCI Professional Continental Teams (8)- Bretagne-Séché Environnement - Cofidis, Solutions Crédits - Europcar - MTN-Qhubeka - Roompot Oranje Peloton - Topsport Vlaanderen-Baloise - UnitedHealthcare - Wanty-Groupe Gobert |
| |

## Маршрут

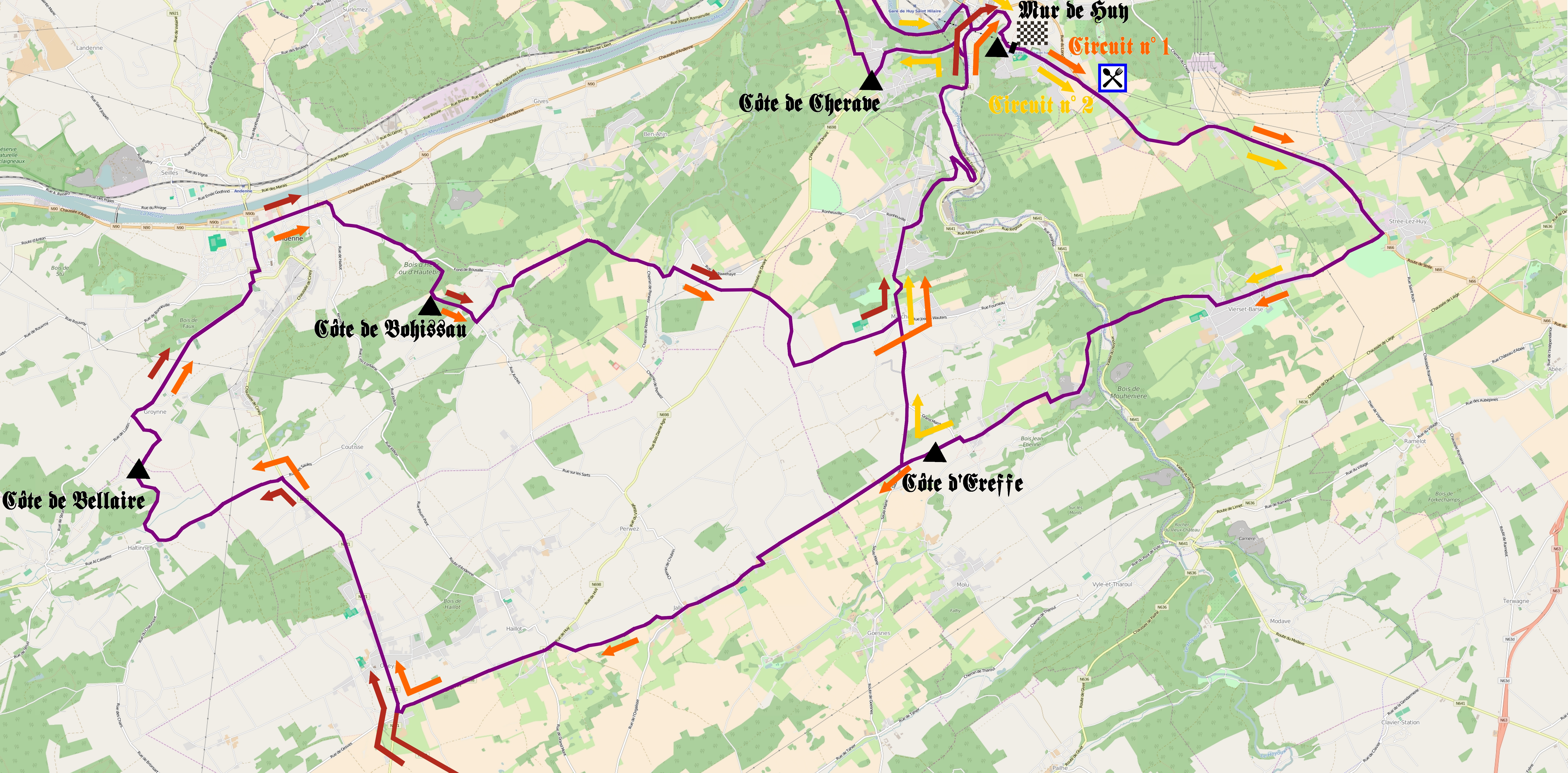
Финишные круги с подъёмами

Гонка проходила по маршруту длиной 205,5 км, который начинался в коммуне Варем (провинции Льеж) и заканчивался в бельгийском городке Юи. Ключевыми аспектами гонки являлись подъёмы и спуски на холм Мюр де Юи высотой 128 метров (со средним градусом 9,3). Также эта гонка являлась подготовкой к одному из этапов Тур де Франс 2015, один из этапов которого планировалось завершать на холме Мюр де Юи.

## Результаты
| \| Генеральная классификация \| Генеральная классификация \| Генеральная классификация \| Генеральная классификация \| Генеральная классификация \| \| Гонщик \| Гонщик \| Команда \| Время \| \| \| ------------------------- \| ------------------------- \| ------------------------- \| ------------------------- \| ------------------------- \| \| 1-й \| Алехандро Вальверде \| Movistar Team \| 5ч 08' 22 \| \| \| 2-й \| Жюлиан Алафилипп \| Etixx-Quick Step \| + 0 \| \| \| 3-й \| Микаэль Альбазини \| Orica-GreenEDGE \| + 0 \| \| \| 4-й \| Хоаким Родригес \| Katusha \| + 0 \| \| \| 5-й \| Даниэль Морено \| Katusha \| + 0 \| \| \| 6-й \| Алекси Вийермо \| AG2R La Mondiale \| + 4 \| \| \| 7-й \| Серхио Энао \| Team Sky \| + 4 \| \| \| 8-й \| Якоб Фульсанг \| Astana \| + 4 \| \| \| 9-й \| Том-Йелте Слагтер \| Cannondale-Garmin \| + 4 \| \| \| 10-й \| Вилко Келдерман \| LottoNL-Jumbo \| + 4 \| \| |                     |                   |           |
| |                     |                   |           |
| Источники: ProCyclingStats Cycling Archives |                     |                   |           |
| Генеральная классификация |                     |                   |           |
| Гонщик | Гонщик              | Команда           | Время     |
| 1-й | Алехандро Вальверде | Movistar Team     | 5ч 08' 22 |
| 2-й | Жюлиан Алафилипп    | Etixx-Quick Step  | + 0       |
| 3-й | Микаэль Альбазини   | Orica-GreenEDGE   | + 0       |
| 4-й | Хоаким Родригес     | Katusha           | + 0       |
| 5-й | Даниэль Морено      | Katusha           | + 0       |
| 6-й | Алекси Вийермо      | AG2R La Mondiale  | + 4       |
| 7-й | Серхио Энао         | Team Sky          | + 4       |
| 8-й | Якоб Фульсанг       | Astana            | + 4       |
| 9-й | Том-Йелте Слагтер   | Cannondale-Garmin | + 4       |
| 10-й | Вилко Келдерман     | LottoNL-Jumbo     | + 4       |